# 부산 요새
부산 요새는  일제강점기 당시 재조선 일본군의 부산 요새사령부가 위치한 요새이다.

## 같이 보기
- 진해항 요새